# Them Crooked Vultures
Them Crooked Vultures — американсько-британський супергурт, заснований у 2009 році.

## Історія гурту
Ініціатором створення колективу став Дейв Ґрол, фронтмен Foo Fighters та колишній барабанщик Nirvana. У свій сороковий день народження 14 січня 2009 року він запросив до голівудського ресторану двох знайомих музикантів, які до цього не знали один одного: Джоша Гоммі (Queens of the Stone Age) та Джона Пол Джонса (Led Zeppelin). Виявилось, що Ґрол давно мріяв створити з ними окремий проєкт, ще у 2005 році розказавши про це в інтерв'ю. До цього він працював з кожним з них окремо: Гоммі та Ґрол грали на альбомах Songs For the Deaf (2002) та In You Honor (2005), а Джон Пол Джонс разом з Джиммі Пейджем грав з Foo Fighters на концерті 2008 року.
Вже наступного дня після «побачення наосліп» музиканти зібрались в студії Джоша Гоммі Pink Studios у Бербанку. Вони почали грати разом, одночасно записуючи власні напрацювання. Ґрол грав на барабанах, Гоммі грав на гітарі та співав, а Джонс окрім бас-гітари сідав за фортепіано, інші клавішні, та навіть брав в руки клавітару. Музиканти багато імпровізували, дозволяючи один одному пропонувати власні ідеї. В колективі не було одного лідера, всі були рівними. Написання та запис пісень зайняли близько восьми місяців, і весь цей час існування проєкту трималося в таємниці.
Дебютний виступ колективу, що отримав назву Them Crooked Vultures, відбувся 8 серпня 2009 року в чиказькому клубі Cabaret Metro. На афіші було вказано лише місце та час, а також символи Foo Fighters, Джона Пол Джонса та QOTSA. Попри те, що музиканти виконували оригінальні та невідомі пісні, додавши до концертного складу гітариста Алана Йоханнеса, реакція глядачів була чудовою. За тиждень вони опублікували на YouTube кліп на пісню «Nobody Loves Me and Neither Do I». Them Crooked Vultures виступили ще декілька разів на фестивалях протягом літа, а також анонсували вихід дебютного альбому в кінці року.
Основним синглом з альбому стала пісня «New Fang», яка вийшла в жовтні 2009 року, а другим синглом — «Mind Chaser No Eraser». Однойменна платівка Them Crooked Vultures була випущена 13 листопада 2009 року і згодом піднялась на 12 місце в американському хіт-параді Billboard 200. В жовтні гурт відіграв концерти в Північній Америці, а в грудні — у Великій Британії, всі квитки на які були розкуплені ще до офіційного випуску нових пісень.
У 2010 році гурт продовжував поодинокі виступи. За концертне виконання пісні «New Fang» Them Crooked Vultures отримали премію «Греммі». Після цього музиканти неодноразово наголошували, що не проти зібратись знову і записати другий альбом, проте цього так і не сталося. Джош Гоммі повернувся до Queens of the Stone Age, Дейв Ґрол — до Foo Fighters, а Джон Пол Джонс час від часу грав з різними виконавцями.

## Історичне значення
Them Crooked Vultures вважається одним з найкращих супергуртів в історії рок-музики. Так, в журналі Kerrang їх додали до списку з п'ятнадцяти колективів, відзначивши «вихор важких блюзових рифів, невимушеного співу Джоша та ритми, як у відбійного молотка».
В опитуванні серед читачів музичного журналу Rolling Stone Them Crooked Vultures зайняли четверте місце, поступившись лише Temple of the Dog, Cream та Traveling Wilburys. Редактори відзначили, що їхнє возз'єднання дуже важко уявити через зайнятість Грола та Гоммі, але воно більш ймовірне, аніж повернення Led Zeppelin.
На сайті британського журнал Far Out Magazine гурт поставили на п'яте місце: у порівнянні з результатами Rolling Stone, вони пропустили вперед також квартет Crosby, Stills, Nash & Young. Джек Вотлі наголосив, що на відміну від інших гуртів та попри «гучні імена», музиканти Them Crooked Vultures можуть при нагоді зібратись ще раз в будь-який момент.

## Учасники гурту
Them Crooked Vultures
- Дейв Ґрол — барабани
- Джош Гоммі — гітара, вокал
- Джон Пол Джонс — бас-гітара, клавішні

Концертний музикант
- Алан Йоханнес — гітара

## Дискографія
- 2009 — Them Crooked Vultures